# Jumo 213發動機
Jumo 213發動機是二次大戰期間服役於納粹德國空軍的一款V12型液冷式發動機。 它是Jumo 211發動機的衍生型。 
新設計多了兩項特徵，首先就是安裝加壓型水冷系統目的是可以減少必要的冷卻液以讓新型發動機可以做的更小、更輕，其次就是針對提高RPM所進行一連串的改善。雖然這樣的改進讓發動機多了些許的噪音，但這讓Jumo 213從根本上增加了500 hp，這讓213發動機成為戰時後期最抢手的發動機設計。

## 設計與開發
當Jumo 211於1930年代晚期進入量產時。 它使用以開放式循環為基礎的液冷系統。當泵浦將水注入發動機試圖持續冷卻時，但該整體系統處於大氣壓力時，或是有稍許增大壓力時。 但水的沸點會受到氣壓變化而有所影響，這意味該機進行爬升時冷卻水的溫度必須持續保持低溫以避免沸騰，更意味冷卻水進入散熱器進行冷卻前，可能在發動機內就蒸散掉了。
相反的，DB 601發動機則安裝加壓型水冷系統這在相同壓力與任何高高度情況下皆可運行無礙，甚至允許讓冷卻水沸點提升到110°C。可在全高高度的狀況下以較少的冷卻水維持發動機原有的性能。 雖然其它方面與Jumo 210頗為類似，但是DB 601比Jumo 211來的更輕、更小，更可在高高度方面發揮更強的馬力，這讓DB 601成為極為搶手的設計。Jumo 211則被淪為轟炸機與運輸機的第二採用順位。
容克對於事情發展至此非常不悅，並在1938年早期開始努力生產自己的加壓型水冷系統。Jumo 211的實驗極為成功不但可以做得更小，還可以在更高壓力進行運作而不會過熱。並加裝強化型的曲軸與全罩式的機械增壓器為了就是增加馬力，隨後被命名為Jumo 211F，該型與211A發動機相比Jumo 211F可以在2,600 RPM下輸出1,340 PS (1,322 hp, 986 kW)遠勝於211A在2,200 RPM時可輸出1000 PS。

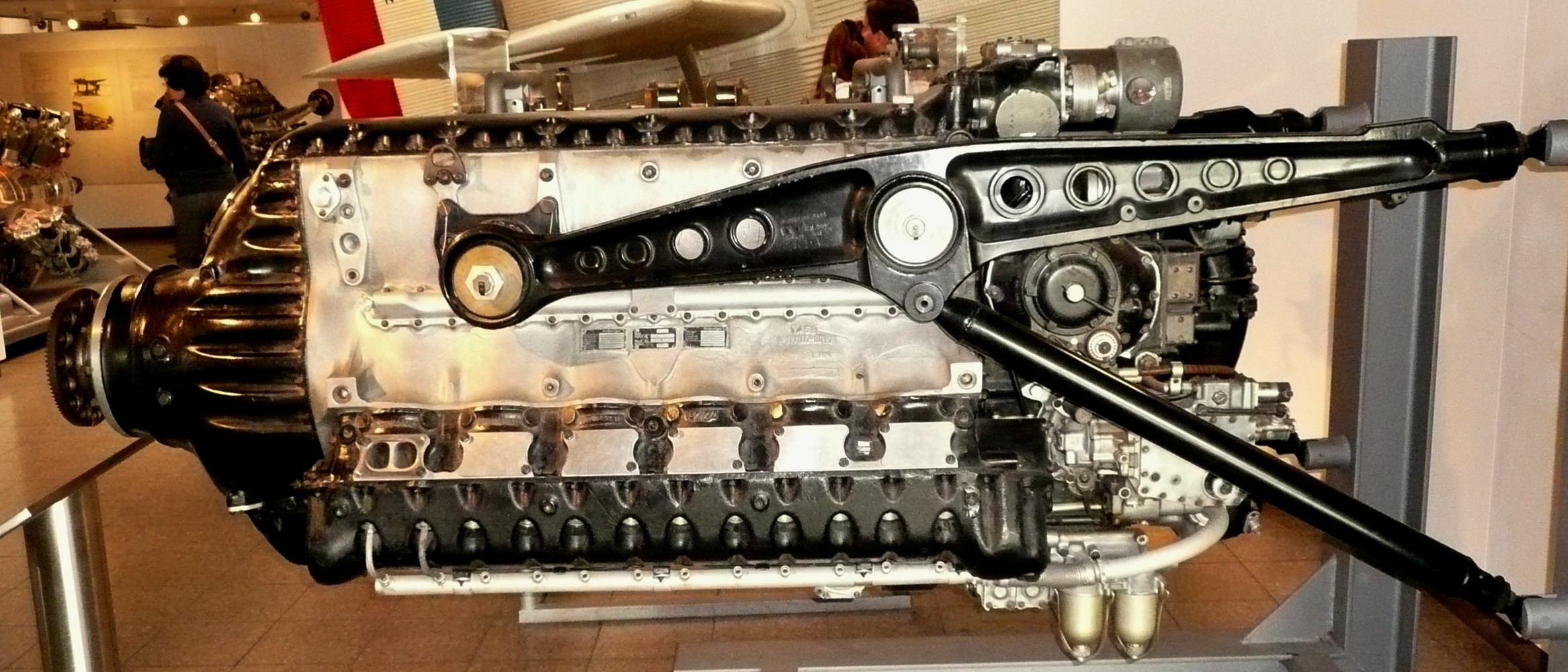
Jumo 213 燃料噴射裝置

但這只是剛開始而已。為了讓發動機可以更小型化並增加冷卻能力開始對發動機進行重新設計，這讓213A型發動機可以在3,250 RPM情況下輸出1,750 PS (公制馬力)。與DB 601E所輸出的1,350 PS相比213A無疑是一款更具威力的發動機，甚至與體積更大的DB 603發動機相比可以輸出相同的動力。 容克決定搶下603發動機所佔有的市場，並要求213型發動機可以在不需改裝與變更情況下安裝於603發動機的位置，除了Jumo標準形右舷機械增壓器進氣口(Daimler-Benz inverted V12 engines always had the supercharger intakes on the port side). 
213A首次試行於1940年，但要讓技工可以技術純熟無疑是漫長時間才可達成，最後達到所宣稱的量產品質已經來到1943年。量產速度就如同緩緩爬升的斜線一樣，為了避免排擠到現存Jumo 211生產數量。 在1944年時該發動機產量與其它機型相比無疑是非常少的，盟軍轟炸機群反覆針對生產線進行炸射。A型的量產活動在1944/45年時最大月產量約為400－500具引擎。
先進版本發動機需要漫長發展期。213B發動機規劃採用辛烷值100的C3型燃料，可以提高壓力並增加起飛動力達2,000 PS。213C發動機是針對A型的重新規劃的第二型版本並增加貫穿螺旋槳的發動機軸砲。
213D為了讓發動機輸出表現的功率曲線變的更平滑，故加裝了新式3速型機械增壓器，但隨即被取消。
相反的下個主力版本就是所謂的213E與頗為類似的213F。這些發動機為了大幅改善高高度性能皆配備全新的2段式機械增壓器。唯一不同點在於E型為了改善高高度性能故加裝中冷器，F型則移除此套件以調諧中－低高度性能。E與F型適合在戰爭後期嚴苛標準的軍機，包括使用在Ju 188轟炸機，Junkers Ju 388與長鼻子的Fw 190D戰鬥機與Ta 152H戰鬥機。
一個全新性能提升計畫就是213J，將早期機型的汽缸三閥設計換裝為新式單一汽缸四閥設計以求提升容積效率。在戰爭結束前該計畫還未付諸生產。其他的實驗型如包括針對中－低高度性能的213S與安裝渦輪增壓器的213T。

## 各式型號
- 213A: 首要量產型，可輸出達1,750 PS (並配備MW50推升動力2,100)，主要量產型。
- 213B: 計畫型，213A並採用C3 燃料 (辛烷值100) 可輸出達 2,000 PS。
- 213C: 重新設計213A型，安裝發動機軸砲，限定量產型。
- 213D: 213C型，安裝三速型機械增壓器，並未付諸量產。
- 213E: 高高度版的213A，安裝兩段三速型內冷式機械增壓器可輸出達1,750 PS (並配備MW50推升動力2,050)。
- 213F: 與213E類似，不需安裝內冷器。

## 应用
- He 111轟炸機
- Ju 88轟炸機
- Ju 188轟炸機
- Ju 388轟炸機
- Fw 190D戰鬥機
- Ta 152H-1戰鬥機
- Ta 154
- Me 209-II戰鬥機
- Nord Noroit

## 主要性能參數 (Jumo 213E)

### 基本参数
- 型号: 12-汽缸機械增壓液冷式倒V型直列式航空發動機
- 腔径: 150 mm (5.906 in)
- 行程: 165 mm (6.496 in)
- 排量: 35 L (2,135.2 in³)
- 长度: 2,266 mm (89.2 in)
- 干重: 940 kg (2,072 lb)

### 组件
- 气门: 汽缸三閥。
- 机械增压器: 兩段三速型離心式機械增壓器（英语：centrifugal type supercharger）安裝
甲醇－水緊急推力裝置（英语：MW 50）注入口與額外中冷器..
- 冷却系统: 加壓型水冷系統可提升到120°C (248°F)

### 性能
- 功率输出: 

  - 1,750 PS (1,726 hp, 1,287 kW) at 3,250 rpm for takeoff; rated altitude 9,600 m (31,500 ft)
  - 2,050 PS (2,022 hp, 1,508 kW) for takeoff with MW50 injection
- 功率密度: 50 PS/L (0.81 hp/in³, 36.8 kW/L)
- 压缩比: 6.5:1 (B4 fuel, 87 octane)
- 功率重量比: 1.37 kW/kg (0.83 hp/lb)

### Bibliography
- Jane's Fighting Aircraft of World War II. London. Studio Editions Ltd, 1989. ISBN 0-517-67964-7

## 外部連結
- Jumo 213-powered Fw 190D engine startup video （页面存档备份，存于）